# Метод Хартри — Фока
Метод Хартри — Фока — в квантовой механике приближённый метод решения уравнения Шрёдингера путём сведения многочастичной задачи к одночастичной в предположении, что каждая частица двигается в некотором усреднённом самосогласованном поле, создаваемом всеми остальными частицами системы. Решение уравнения Шрёдингера позволяет получить целый ряд сведений о свойствах системы, в том числе и её электронную структуру.
Метод был впервые предложен английским физиком Дугласом Хартри в 1927 году, однако содержал существенные недостатки и был впоследствии улучшен советским физиком В. А. Фоком. В отличие от Хартри, использовавшего метод самосогласованного поля с пробной волновой функцией в виде произведения одноэлектронных функций, В. А. Фок предложил в качестве пробной функции брать слэтеровский детерминант, что позволило автоматически учитывать антисимметрию полной волновой функции квантовомеханической системы по электронным переменным.
Метод широко используется в квантовой химии, в частности, для проведения численного моделирования конфигурации некоторых молекул, в теории атома для расчётов свойств атомных конфигураций.
Метод Хартри — Фока также применяется для исследования физических свойств смешанных кристаллов (например, для построения моделей распределения ионов замещения по узлам кристаллической решётки и расчёта тензоров градиента электрических полей).

## Введение
Уравнение Шрёдингера для атомов, содержащих более одного электрона, не может быть решено в аналитическом виде. В связи с этим рассматривают приближённые методы, наиболее существенным из которых является метод самосогласованного поля. Идея метода заключается в том, что каждый электрон в атоме рассматривается как движущийся в самосогласованном поле, создаваемом ядром вместе со всеми остальными электронами. Вместе с тем этот метод может применяться не только в атомной физике, но и просто для систем взаимодействующих частиц.
Построение самосогласованного поля может осуществляться либо методом последовательных приближений (изначально предложенным Хартри) или прямым вариационным методом.
Существенно, что вычисления методом самосогласованного поля весьма громоздки, особенно для сложных атомов. Для них применяются другие методы — метод Томаса — Ферми, метод функционала плотности а также различные приближённые методы решения уравнений Хартри — Фока — например, метод Хартри — Фока — Слейтера, описанный ниже.

## Метод Хартри — Фока
Метод состоит из нескольких стадий. На первом этапе решается задача о движении электрона в определённом модельном потенциале, который должен как можно лучше отображать взаимодействие выбранного электрона с ядрами атомов и другими электронами. Найденные волновые функции используются для того, чтобы определить взаимодействие электрона с другими электронами и ядрами, уточняя потенциал. В дальнейшем опять решается задача нахождения волновых функций электрона для нового потенциала и нахождения из него следующего, более точного. Процедура продолжается до достижения сходимости.
Волновая функция многоэлектронной системы выбирается в виде детерминанта Слэтера. Уравнения Хартри — Фока являют собой одноэлектронные уравнения типа уравнения Шрёдингера, которым соответствуют орбитали {\displaystyle \varphi _{j}}, отвечающие минимальным значениям энергии молекулярной системы. В простейшем случае уравнения Хартри — Фока имеют вид
{\displaystyle {\hat {F}}[\{\varphi _{j}\}](1)={\hat {H}}^{\text{core}}(1)+\sum _{j=1}^{n/2}[2{\hat {J}}_{j}(1)-{\hat {K}}_{j}(1)],}
где фокиан {\displaystyle {\hat {F}}[\{\varphi _{j}\}](1)} является оператором Гамильтона для одного электрона, находящегося в самосогласованном поле. Фокиан состоит из суммы одноэлектронного оператора {\displaystyle {\hat {H}}^{\text{core}}(1)}, равного сумме оператора кинетической энергии электрона (1) и оператора потенциальной энергии его взаимодействия со всеми ядрами:
{\displaystyle {\hat {H}}^{\text{core}}(1)=-{\frac {1}{2}}\nabla _{1}^{2}-\sum _{\alpha }{\frac {Z_{\alpha }}{r_{1\alpha }}}}
и суммы операторов {\displaystyle (2{\hat {J}}_{j}(1)-{\hat {K}}_{j}(1))}, определяющих взаимодействие рассматриваемого электрона (1) с усреднённым полем остальных электронов. Действие двух последних операторов на орбиталь {\displaystyle \varphi _{j}} определяется следующими соотношениями:
{\displaystyle {\hat {J}}_{i}(1)\varphi _{j}(1)=\varphi _{j}(1)\int {\frac {|\varphi _{i}(2)|^{2}}{r_{12}}}\,dv_{2}} — оператор Кулона, учитывающий взаимодействие с орбиталью {\displaystyle j}-го электрона,
{\displaystyle {\hat {K}}_{i}(1)\varphi _{j}(1)=\varphi _{i}(1)\int {\frac {\varphi _{i}^{*}(2)\varphi _{j}(2)}{r_{12}}}\,dv_{2}} — обменный оператор.
Основным недостатком метода является то, что он не учитывает корреляционную энергию для электронов.

### Точность приближения
Существуют многоэлектронные системы (с двумя электронами), которые позволяют получить точное аналитическое решение для волновой функции, например, для атома Гука. В случае атома Мошинского известны аналитическое решение для точной волновой функции и точное решение для приближения Хартри — Фока. Решения теряют точность при увеличении коэффициента взаимодействия.

## Метод Хартри — Фока — Боголюбова
Обобщением метода Хартри — Фока, в котором учитываются волновые функции пар частиц, является метод Хартри — Фока — Боголюбова, который применяется, в частности, в теории ядра для расчёта свойств атомных ядер с использованием эффективных потенциалов.

## Метод Хартри — Фока — Дирака
Метод Хартри — Фока — Дирака, или Дирака — Хартри — Фока — это релятивистское обобщение метода Хартри — Фока, в основе которого лежит уравнение Дирака.

## Метод Хартри — Фока — Слейтера
Решение уравнений Хартри — Фока значительно упрощается, если заменить обменные слагаемые (то есть члены, обязанные своим существованием антисимметрии волновой функции) некоторым усреднённым значением. Тогда они сведутся к добавлению некоторого эффективного потенциала в одноэлектронное уравнение Шрёдингера. Для вычисления этого эффективного потенциала можно воспользоваться приближением свободных электронов. Такое приближение, предложенное Джоном Слейтером, а позже им же обобщённое для случая взаимодействий между произвольным числом состояний, представленных слэтеровскими детерминантами, носит название метода Хартри — Фока — Слейтера.
Аналогичное приближение для метода Дирака — Хартри — Фока носит название метода Дирака — Фока — Слейтера.

## Метод Хартри — Фока — Рутана
Метод Хартри — Фока — Рутана (ХФР) — это алгебраический подход к решению уравнений Хартри — Фока, в котором неизвестные одноэлектронные функции-орбитали ищутся в виде линейных комбинаций функций заданного вида — атомных орбиталей (приближение ЛКАО).